# Зегартовиці (Малопольське воєводство)
Зегартовиці (пол. Zegartowice) — село в Польщі, у гміні Рацеховиці Мисьленицького повіту Малопольського воєводства.
Населення — 515 осіб (2011).
У 1975-1998 роках село належало до Краківського воєводства.

## Демографія
Демографічна структура станом на 31 березня 2011 року:
|          | Загалом | Допрацездатний вік | Працездатний вік | Постпрацездатний вік |
| -------- | ------- | ------------------ | ---------------- | -------------------- |
| Чоловіки | 251     | 51                 | 166              | 34                   |
| Жінки    | 264     | 51                 | 160              | 53                   |
| Разом    | 515     | 102                | 326              | 87                   |